# حسن همایونفال
حسن همایونفال (متولد ۱ فروردین ۱۳۳۱ در کاشان) یکی از خوانندگان  سنتی و پاپ نسل اول موسیقی پس از انقلاب ۱۳۵۷ ، اهل ایران است.

## زندگی‌نامه
حسن همایونفال در سال ۱۳۴۴ و در حالی که تنها ۱۳ سال داشت به عرصه موسیقی وارد شد و توانست در آزمون رادیو و تلویزیون ملی ایران قبول و در محضر بزرگانی چون حسین قوامی،  اسماعیل مهرتاش، مرتضی حنانه و ماه‌منیر شادنوش به آموزش موسیقی و آواز بپردازد. همایونفال موسیقی را به صورت حرفه‌ای از سال ۱۳۵۸ آغاز کرد.

## ممنوع التصویری
به گفته همایونفال، او در دوره ریاست علی لاریجانی بر صدای و سیمای جمهوری اسلامی و به خاطر پوشیدن کاپشن و تکان دادن دستانش در برنامه زنده تلویزیون برای مدتی ممنوع التصویر شد.

## آثار
همایونفال تاکنون بیش از ۱۲۰ تصنیف و هفت آلبوم منتشر ساخته‌است، اما شهرت اصلی او به خاطر دو ترانه «کوچه‌ها» که بین مردم با عنوان «آی نسیم سحری» شناخته شده و دیگری «یک آسمان پرنده» است که به کرات در اوایل دهه هفتاد در صدا و سیمای جمهوری اسلامی ایران پخش می‌گردید.

## آلبوم‌ها
- خواب سنگها
- یک آسمان پرنده
- وصل سحر
- وصل جانان
- بزم عاشقان (همراه با پرویز طاهری و بیژن خاوری)
- انتظار یار
- ریحانه